# Karan Oberoi
Karan Oberoi es un actor de televisión y cantante indio, que ha participado varias series de televisión y cortes comerciales en hindi, sobre todo se hizo popular tras participar en una popular serie televisiva llamada "Jassi Jaisi Koi Nahin" (2003-2006). Además forma parte de una banda musical llamada, Indipop, formado en 2001 junto con Sudhanshu Pandey, Sherrin Varghese, Siddharth Haldipur y Chaitnya Bhosale.

## Carrera
Comenzó su carrera como actor en una serie de televisión titulada, "Swabhimaan", que fue difundida al aire a partir de 1995, dirigida por Mahesh Bhatt, seguido de otra serie de televisión titulada "Saaya" en 1998.  También interpretó a su personaje principal llamado "Rajive" en el show de "Dishayen hit". Después de muchos años, se presentó en un programa popular llamado, "Jassi Jaisi Koi Nahin" y después en un espectáculo musical llamado, "Antakshari". En 2001, formó parte de una banda musical llamada, Indipop. Con su banda, hizo su debut con el lanzamiento de su primer álbum titulado "Kabhi Kabhi Yeh woh". Con su banda, participó en una película titulada "Kis Kis Ko" en 2004.

## Vida personal
Mantuvo una breve relación con la actriz de televisión Mona Singh, después de conocerse en 2006.

## Filmografía
- Kiss Kis Ko (2004)

## TV shows
- Swabhimaan (1995) como Bobby.
- Saaya (1998)
- Dishayen (2001–2003) como Rajive.
- Jassi Jaisi Koi Nahin (2003–2006) como Raghav.
- Titan Antakshari (Host)
- Zindagi Badal Sakta Hai Hadsaa (2008) como Inspector Abhimanyu Singh.